# Maynard (Massachusetts)
Maynard es un pueblo ubicado en el condado de Middlesex en el estado estadounidense de Massachusetts. En el Censo de 2010 tenía una población de 10.106 habitantes y una densidad poblacional de 726,62 personas por km².

## Geografía
Maynard se encuentra ubicado en las coordenadas 42°25′33″N 71°27′23″O / 42.42583, -71.45639. Según la Oficina del Censo de los Estados Unidos, Maynard tiene una superficie total de 13.91 km², de la cual 13.5 km² corresponden a tierra firme y (2.92%) 0.41 km² es agua.

## Demografía
Según el censo de 2010, había 10.106 personas residiendo en Maynard. La densidad de población era de 726,62 hab./km². De los 10.106 habitantes, Maynard estaba compuesto por el 92.67% blancos, el 1.68% eran afroamericanos, el 0.13% eran amerindios, el 2.72% eran asiáticos, el 0.01% eran isleños del Pacífico, el 1.31% eran de otras razas y el 1.48% pertenecían a dos o más razas. Del total de la población el 3.73% eran hispanos o latinos de cualquier raza.